# Amazonina platystylata
Amazonina platystylata är en kackerlacksart som beskrevs av Morgan Hebard 1921. Amazonina platystylata ingår i släktet Amazonina och familjen småkackerlackor. Inga underarter finns listade i Catalogue of Life.